# Dècada del 1320

## Esdeveniments
- La Declaració d'Arbroath reafirma la independència d'Escòcia
- Rellotges mecànics de pes
- 1323 - Destrucció del Far d'Alexandria
- Anglaterra assoleix els 3,5 milions d'habitants i França passa els 21 milions.
- Lituània entra en el règim feudal i designa capital.
- Auge de l'imperi de Mali